# La Chasse aux trésors
Ne doit pas être confondu avec La Carte aux trésors.
Pour le roman, voir La Chasse aux trésors (roman).
La Chasse au trésor, devenu par la suite La Chasse aux trésors, est un jeu télévisé français créé par Jacques Antoine et diffusé initialement de 1981 à 1984 (plus deux émissions en version anglaise en 1985).
Produit par la Communauté des télévisions francophones et Télé-Union, l'émission est diffusée par plusieurs télévisions francophones entre le 15 mars 1981 et le 7 juillet 1985 sur Antenne 2 en France, à partir du 14 juin 1981 à la Télévision de Radio-Canada, RTBF1 en Belgique francophone, RTL Télé Luxembourg puis RTL Télévision au Luxembourg, TMC à Monaco et la TSR en Suisse romande.
L'émission a été rediffusée sur TV5 Europe au cours de l'été 1990 et à partir du 10 juin 1995 sur La Cinquième.

## Historique et principe du jeu
Lancée en 1981 sous l'impulsion de Jacques Antoine, producteur de programmes télévisés et de jeux, cette émission a été diffusée sur Antenne 2 mais aussi dans d'autres pays essentiellement francophones.
Lors du jeu, le reporter Philippe de Dieuleveult, en combinaison rouge, cherche des trésors en hélicoptère. En une heure, l'émission propose de faire découvrir, vue du ciel, une région d'un pays étranger (et parfois de France) grâce à trois énigmes que des candidats, en studio à Paris, doivent résoudre et ainsi pouvoir diriger Philippe de Dieuleveult à des milliers de kilomètres, reliés par une liaison radio-téléphone par satellite.
Dans le studio de la capitale, les candidats déchiffrent les énigmes écrites, posées par les producteurs de l'émission Jacques Antoine et Claude Savarit. Un animateur de télévision joue à leurs côtés, accompagné éventuellement d'une animatrice destinée à donner des éclaircissements sur les sujets contenus dans les énigmes, voire à orienter Philippe de Dieuleveult si les candidats échouent et ne trouvent pas le ou les trésors.
Officiellement, ni l'animateur de télévision, ni Philippe de Dieuleveult ne connaissent la solution des énigmes (ultérieurement cependant, des candidats ont laissé entendre que l'animateur à Paris devait connaître des éléments du jeu puisqu'il pouvait à sa guise les faire s'éloigner de leur objectif, s'ils étaient trop bons, ou bien les remettre sur le droit chemin s'ils séchaient ; cette affirmation n'a jamais été prouvée).
Les règles évoluent avec le temps. Lors de la première saison en 1981, les candidats avaient 45 minutes pour trouver le trésor (une seule énigme). En guise d'explication, une boîte était disposée dans le studio à Paris et l'animateur d'alors, Philippe Gildas, devait l'ouvrir à l'issue du temps imparti. Il donnait alors la solution complète et le lieu où chercher le trésor si les candidats ne l'avaient pas trouvé.
Finalement, cette formule avait quelques inconvénients : le manque de rythme et de suspense. Les producteurs redoutaient par-dessus tout des candidats trop perspicaces, qui pouvaient trouver le trésor dès les premières minutes. Plus tard, nombre d'entre eux témoignèrent du fait que lors des enregistrements, on faisait tout pour leur instiller le doute et les mettre sur de fausses pistes alors qu'ils étaient sur la bonne voie.
Ainsi, en 1982, des modifications sont apportées. Désormais La Chasse au trésor devient La Chasse aux trésors. Le temps de 45 minutes est conservé mais il faut trouver non plus un mais trois trésors. La boîte contenant la solution est remplacée par les explications données en studio par une intervenante. Marie-Thérèse Cuny est la première mais, se sentant mal à l'aise dans ce rôle, elle est remplacée par Elsa Manet.
Comme Philippe Gildas est trop occupé par ses autres activités professionnelles, la production trouve Jean Lanzi pour le suppléer. Son style n'est pas convaincant et Didier Lecat prend la relève six émissions plus tard et ce jusqu'à la fin du jeu.
Les candidats, retenus après une sélection, ne connaissent généralement pas le pays où se déroule le jeu. Ils le découvrent souvent lors de l'enregistrement. Pour les aider dans leurs recherches, ils ont à disposition des livres, des brochures et guides touristiques sur le territoire qu'ils doivent explorer.
Produite par la Communauté des télévisions francophones (CTF), le jeu est diffusé en version originale dans les pays de langues françaises. Cela impose donc une origine diverse des candidats, qui viennent de France, de Suisse romande, de Belgique et du Québec. Les producteurs ajoutent bientôt parmi les contraintes la condition que les candidats ressortissants du pays qui sert de zone de jeu ne peuvent y participer. Enfin, en raison du peu de succès au Québec et du coût élevé du transport des participants qui doivent venir à Paris, il n'y a plus de candidats canadiens après la première saison.
Initialement programmée le dimanche en fin d'après-midi, La Chasse aux trésors glisse le dimanche soir en première partie de soirée. Le succès va croissant jusqu'en 1984. Une nouvelle saison est prévue pour 1985, mais comme Philippe de Dieuleveult se voit refuser pour raisons financières la demande d'un deuxième hélicoptère pour les prises de vues, l'animateur vedette refuse de continuer et son absence met un terme à l'émission.
Peu de temps après, Philippe de Dieuleveult disparaît dans des circonstances mystérieuses lors d'une expédition sur le fleuve Zaïre en 1985. L'opérateur radio Jean-Paul Le Fur, qui accompagnait Dieuleveult sur les tournages, disparaît quant à lui dans l'accident aérien du rallye Dakar 1986 cinq mois plus tard.

## Animateurs et animatrices en plateau
- 1981 : Philippe Gildas
- 1982 : Jean Lanzi et Marie-Thérèse Cuny
- 1982-1984 : Didier Lecat et Elsa Manet

## Pilote de l'émission (1980)
Afin de présenter et valoriser son idée de jeu, Jacques Antoine tourne en 1980 un pilote de La Chasse au trésor au fort Boyard. Cette version bêta comprend un seul candidat ; aucun membre de la future équipe du jeu n'est présent, à l'exception du cadreur et du technicien vidéo. L'animateur de terrain, Marc Menant, doit se rendre au fort pour résoudre l'énigme ; l'hélicoptère n'étant pas présent dans cette version, il doit vraisemblablement s'y rendre par bateau.
L'émission n'ayant pas plu dans son ensemble à la direction d'Antenne 2, Jacques Antoine doit améliorer en profondeur le jeu. Cependant, le pilote est présenté lors des premiers tournages aux candidats afin qu'ils comprennent la mécanique du jeu ; ceux-ci sont d'ailleurs étonnés de voir un nouvel épisode dans la forteresse, et ce lors de la première année d'existence du jeu télévisé.

## Liste des émissions
Source : lachasseauxtresors.tv

### Saison 1 (1981)
Émissions de la première saison, présentées par Philippe Gildas en plateau et Philippe de Dieuleveult sur le terrain.

### Saison 2 (1981-1982)
Émissions de la deuxième saison, présentées par Jean Lanzi, puis Didier Lecat en plateau et Philippe de Dieuleveult sur le terrain.

### Saison 3 (1982-1983)
L'équipe de la troisième saison est composée de Didier Lecat et d'Elsa Manet en plateau, avec toujours Philippe de Dieuleveult sur le terrain. L'émission est cette fois-ci diffusée à 20 h 40 face au film de TF1, et rediffusée les mardis après-midi.

### Saison 4 (1983-1984)
On retrouve les mêmes animateurs que la saison précédente, dans un nouveau décor.

## Production
Les moyens techniques de l'époque imposaient des limites constantes. La liaison satellite était assurée par un canal audio uniquement, transmis par ondes radios via un avion relais, la retransmission vidéo étant jugée beaucoup trop chère et trop complexe. Lors de l'enregistrement de l'émission, les candidats situés à Paris n'avaient donc que cette transmission sonore, en vrai direct, pour converser avec Philippe de Dieuleveult mais ne voyaient pas les images, ce qui occasionnait parfois pas mal de problèmes de compréhension à cause de la qualité aléatoire de la réception du son. Les images étaient enregistrées par le cadreur qui suivait en permanence de Dieuleveult ainsi que l'ingénieur vidéo qui portait l'alimentation de la caméra (ainsi que le magnétoscope) : une batterie de plus de 10 kg. La réussite du programme imposait à Philippe de Dieuleveult de décrire tout ce qu'il voyait pour aider les candidats, mais ces derniers ne devaient pas être avares en commentaires quand ils trouvaient des indices importants afin de l’en informer.
Les enregistrements terminés (séquences du plateau à Paris et celles prises sur le terrain par les cadreurs), montés, synchronisés et dépouillés des problèmes techniques visibles (décalage du son lié à la liaison satellite, images instables avec les caméras portées), le tout était finalisé en ajoutant les incrustations et les génériques musicaux au début et à la fin de l’émission, faisant croire astucieusement aux téléspectateurs à un vrai direct (images et sons).
Voulant jouer avec les capacités physiques de Philippe de Dieuleveult, les producteurs n'hésitèrent pas à lui faire prendre quelques risques, mesurés toutefois : plongeon de haut vol, escalade, exploration sous-marine, saut en parachute, etc.
Bien évidemment, le décalage horaire imposait parfois des contorsions au niveau des enregistrements des émissions. Pratiquement toutes les émissions (à l'exception de celle à Las Vegas) eurent lieu pour Philippe de Dieuleveult en pleine journée, et donc parfois très tard pendant la nuit ou très tôt le jour pour les candidats à Paris.
Une émission (celle consacrée à Louxor en Égypte) n'a pu avoir lieu avec l'aide de l'hélicoptère car les autorités égyptiennes refusèrent d'accorder un survol du site. Le transport s'est donc fait, en dernier ressort, par automobile. Une autre émission, celle de Cappadoce en Turquie, dut pour les mêmes raisons être effectuée en Jeep. Et celle du Chiapas au Mexique dut s'arrêter quand le gouverneur réquisitionna l'hélicoptère. Elle ne fut jamais reprise et les rushes, tournés dans les marchés colorés de la région, ont été oubliés.

## Versions étrangères
Dans les pays non-francophones où le programme était vendu et distribué, les télévisions pouvaient soit diffuser l'émission française en version sous-titrée dans la langue locale ou bien l'adapter, avec l'impératif d'enregistrer à Paris, là même où se déroulait le jeu et dans le pays d'action. Les présentateurs pouvaient cependant changer, le nombre et la difficulté des énigmes étant laissées à l'appréciation de ces autres pays.
Au total, le format de télévision a été exporté dans treize pays dans le monde.
| Pays                   | Nom de l'émission      | Présentateur(s)                                                        | Chaîne(s)                                 | Première diffusion | Dernière diffusion |
| ---------------------- | ---------------------- | ---------------------------------------------------------------------- | ----------------------------------------- | ------------------ | ------------------ |
| Italie                 | Caccia al tesoro       | Jocelyn, Lea Pericoli et Brando Quilici                                | Rai Uno                                   | 26 juin 1983       | 17 octobre 1984    |
| Espagne                | A la caza del tesoro   | Miguel de la Quadra-Salcedo                                            | TVE 1                                     | 8 janvier 1984     | 12 février 1984    |
| Royaume-Uni            | Treasure Hunt          | Kenneth Kendall (1982-1989) Dermot Murnaghan (2002-2003)               | Channel 4 (1982-1989) BBC Two (2002-2003) | 28 décembre 1982   | 2 août 2003        |
| Portugal               | Caça ao tesouro        | Catarina Furtado                                                       | SIC                                       | 1994               | 1994               |
| Pays-Bas               | Op jacht naar de schat | Leo van der Goot                                                       | VOO                                       | 30 octobre 1982    | 1983               |
| Allemagne              | Rätselflug             | Rudolf Rohlinger avec, sur le terrain, Günther Jauch ou Bernhard Russi | Das Erste                                 | 22 juillet 1982    | 3 avril 1983       |
| Danemark Suède Norvège | Skattjakt Skattjakten  | Jørgen Schleimann, Knut Bjørnsen et Johan Torén                        | SVT DR NRK                                | 8 septembre 1983   | 30 décembre 1983   |
| Japon                  | ?                      | Shinji Yamashita                                                       | ?                                         | ?                  | ?                  |
| Yougoslavie            | ?                      | ?                                                                      | ?                                         | ?                  | ?                  |
| Afrique du Sud         | ?                      | ?                                                                      | ?                                         | ?                  | ?                  |
| Israël                 | ?                      | ?                                                                      | ?                                         | ?                  | ?                  |

## Postérité
De nombreuses variantes ont été produites ou diffusées dans dix-huit pays, et notamment en France sur les chaînes France 2 puis France 3.
L'histoire des chasses aux trésors en hélicoptère à la télévision est donc la suivante :
- 1981-1984 : La Chasse aux trésors avec Philippe de Dieuleveult
- 1994 : Les Trésors du monde avec Patrick Chêne et Nathalie Simon
- 1996-2009 et depuis 2018 : La Carte aux trésors avec Sylvain Augier, Marc Bessou, Nathalie Simon et enfin Cyril Féraud.